# Luigi Maria Lucini
Luigi Maria Lucini (Milão, 25 de julho de 1665 – Roma, 17 de janeiro de 1745) foi um cardeal do século XVIII.

## Biografia
Nasceu em Milão em 25 de julho de 1665. De uma família de Como. Seu primeiro nome também está listado como Aloysius Maria; e como Aloísio Maria; e seu sobrenome como Lucinus e como Lucino.
Ainda muito jovem ingressou na Ordem dos Pregadores.
Ordenado (nenhuma informação encontrada). Logo se tornou um dos melhores teólogos, ocupando cátedras em casas de estudo dominicanas na Lombardia. Chamado a Roma pelo mestre geral da ordem, padre Antoine Cloche, foi designado primeiro como socius e depois como coadjutor do comissário do Supremo Tribunal do Santo Ofício. Mais tarde, foi enviado como inquisidor para Novara. O Papa Clemente XI chamou o Padre Lucini de volta a Roma e nomeou-o comissário geral da Santa Inquisição Romana em 1714; ele passou trinta anos nesse cargo.
Criado cardeal sacerdote no consistório de 9 de setembro de 1743; recebeu o chapéu vermelho em 12 de setembro de 1743; e o título de S. Sisto, 23 de setembro de 1743. Durante o seu cardinalato, ele observou diligentemente a regra de sua ordem religiosa. Publicou inúmeras obras em teologia, que foram muito apreciadas pelo público.
Morreu em Roma em 17 de janeiro de 1745, placidamente , por asma, outras doenças e idade avançada, em Roma. Exposto na igreja de S. Maria sopra Minerva, Roma, onde ocorreu a capella papalis em 19 de janeiro de 1745; e sepultado, segundo o seu testamento, na igreja de S. Sisto, seu título